# Scaphocalanus echinatus
Scaphocalanus echinatus är en kräftdjursart som först beskrevs av Farran 1905.  Scaphocalanus echinatus ingår i släktet Scaphocalanus och familjen Scolecitrichidae. Inga underarter finns listade i Catalogue of Life.